# 中山基督長老教會
25°02′56″N 121°31′28″E / 25.048973°N 121.524314°E
中山基督長老教會所屬建築落成於1937年，為一位於台北市市區的哥德式新教教堂。本屬國有財產的該教堂於1972年捐贈給台灣基督長老教會，並於1998年10月14日指定成直轄市定古蹟。

## 大正町教會
1895年，臺灣邁入日治時期，日本基督教大小派別達成共識，以不分教派的「基督信徒一致會」為跳板，展開對台灣各地的宣教。同時，一致會特地派遣牧師河合龜輔於1896年5月先行前往臺灣展開傳教工作。
1927年，台北市內日籍基督徒移民漸多，專供日籍基督徒教務使用的幸町教會不敷使用；於是該基督教教團於大正町（今林森南北路交會的教會現址）內再興建一處教會，該教會屬日本聖公會，另亦以大正町教會為名。

## 興建沿革
1930年代中期，以民房充當教堂的該教會決定於原址興建新建堂，並由當地台籍基督徒與日籍基督徒合力籌募。1937年，於大正町教會現址興建的該哥德式教堂正式落成。另外，也因該教堂為臺日基督徒共同籌募，因此成為台灣首座臺人基督徒與日人基督徒共同作禮拜的處所。

## 建築特色

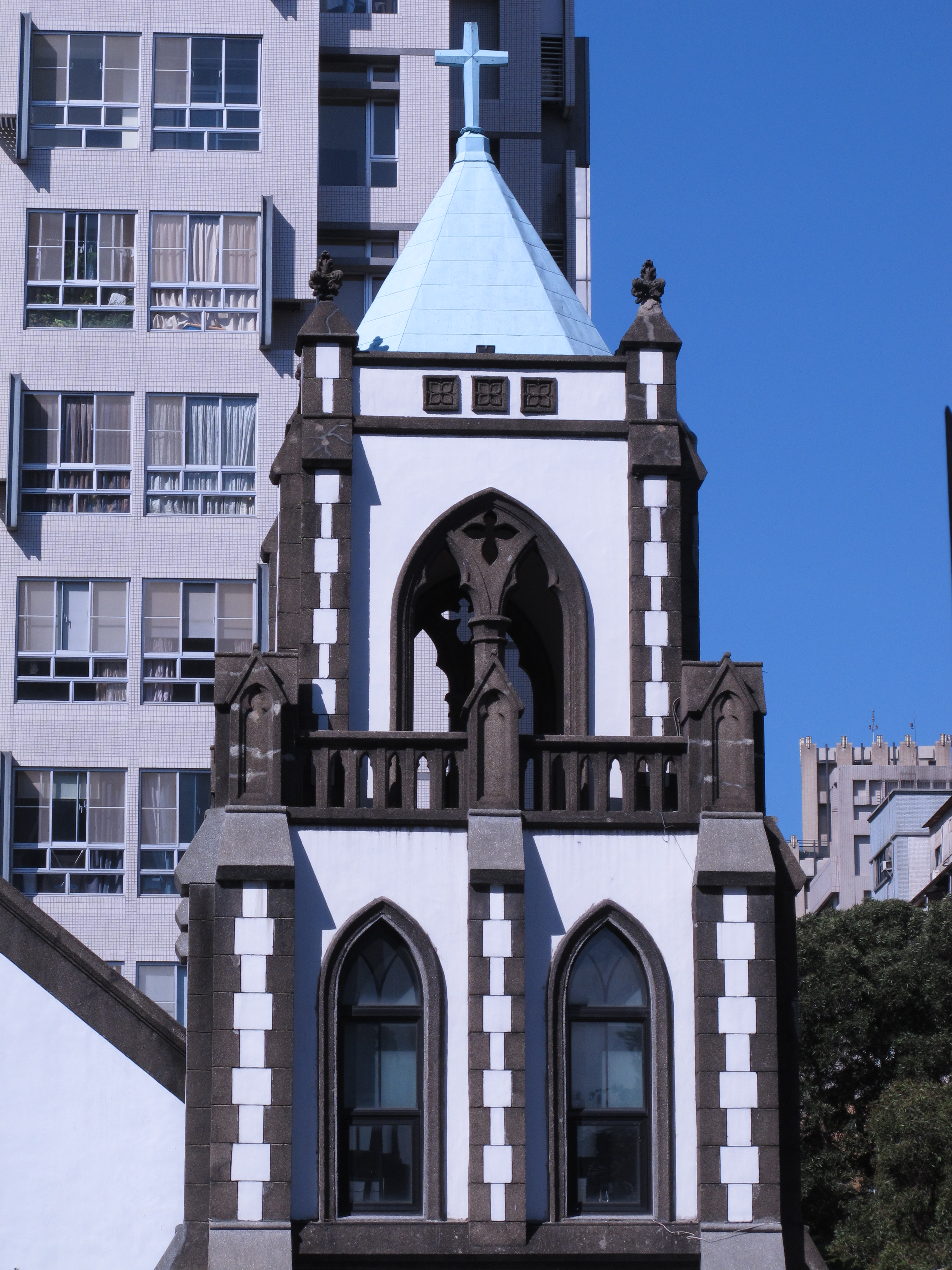
黑白鮮明的洗石子塔樓

該教堂主要以採洗石子外飾，方位則是坐西朝東。就外觀言，為具有尖塔，鐘樓，彩繪玻璃窗，闢尖拱窗及扶壁的哥德式教堂。除此，該教堂聖臺建築中，左為司會，右為證道的配置方式，亦為全世界聖公會教堂的特色。
在室內方面，該建築最醒目的是三層樓的鐘樓及屋內的懸挑式拱型支撐，此兩種特色，亦為台灣罕見。1996年，台北市政府因為其建築的重要性，而指定為市定古蹟。

## 現況
戰後，該教會乃轉型成純以臺語講道的本土教會，並在1972年台灣基督長老教會獲得產權後，更擴大主日及各團契經營。今該教堂，每個禮拜天約有三百位成人、一百位兒童及青少年來到教會參與各種聚會，平日也有各種聚會。另外，該教堂也附設松梅學院與兒童合唱團。

## 圖輯

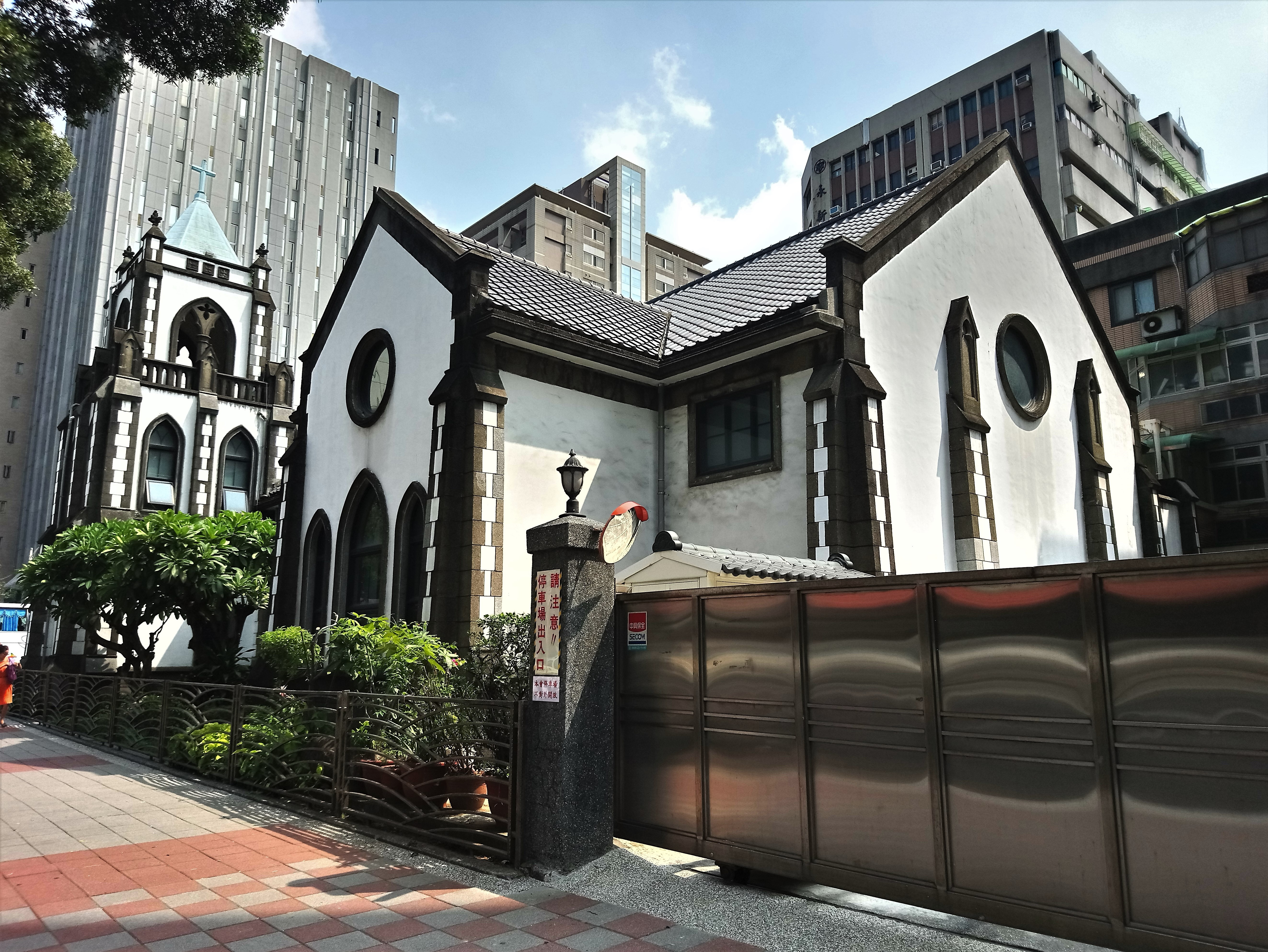
後側
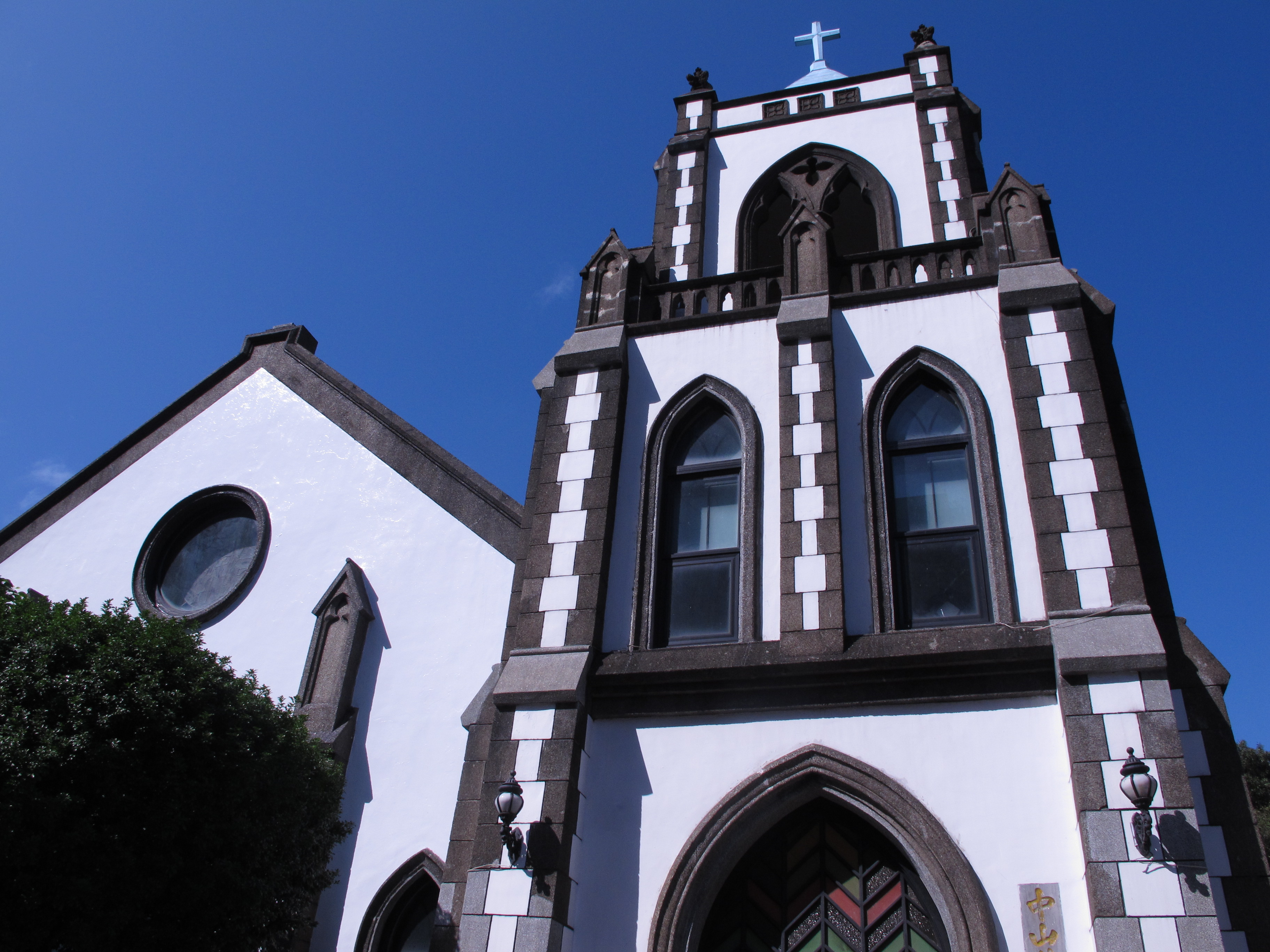
正立面
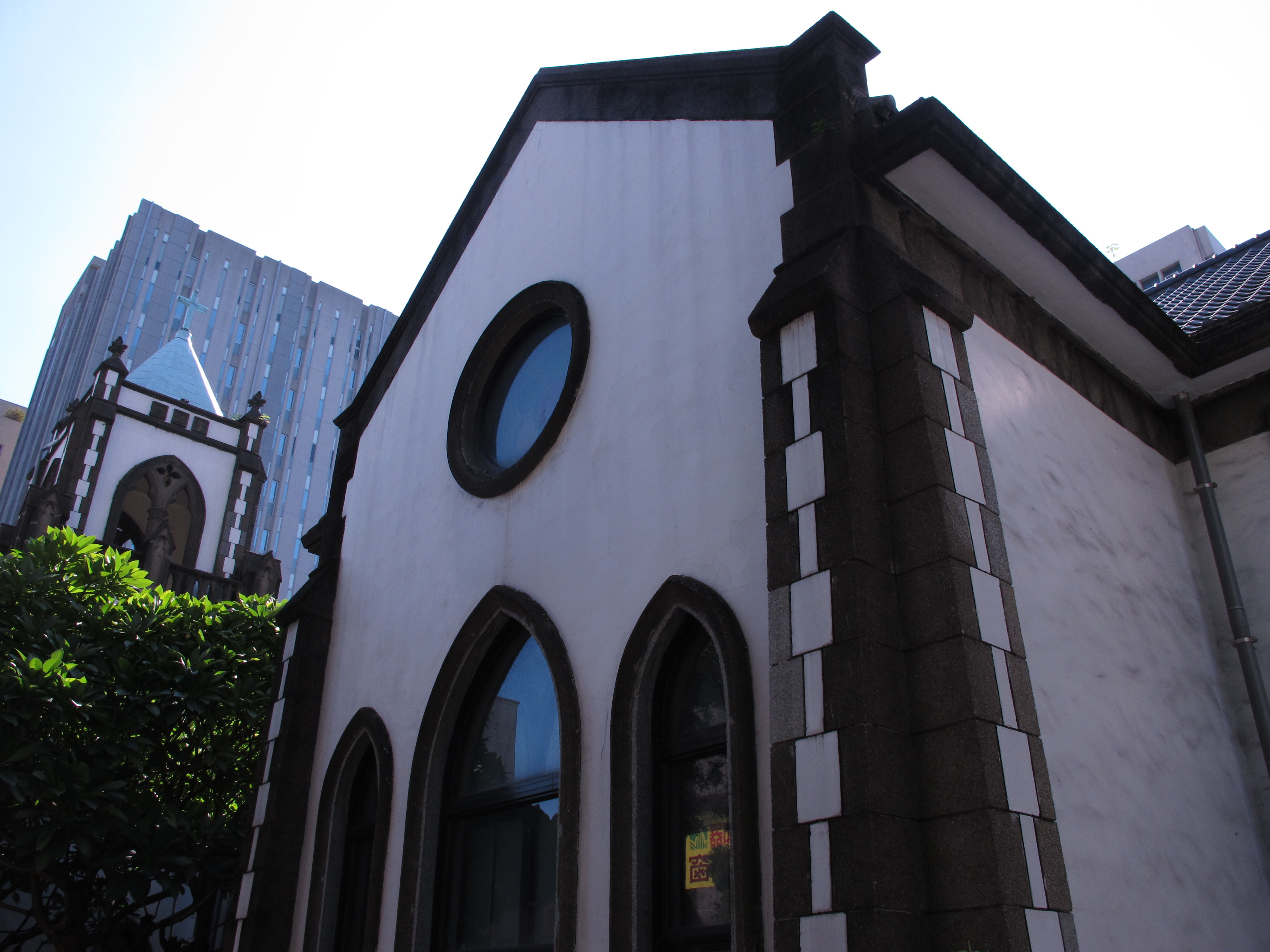
側面局部
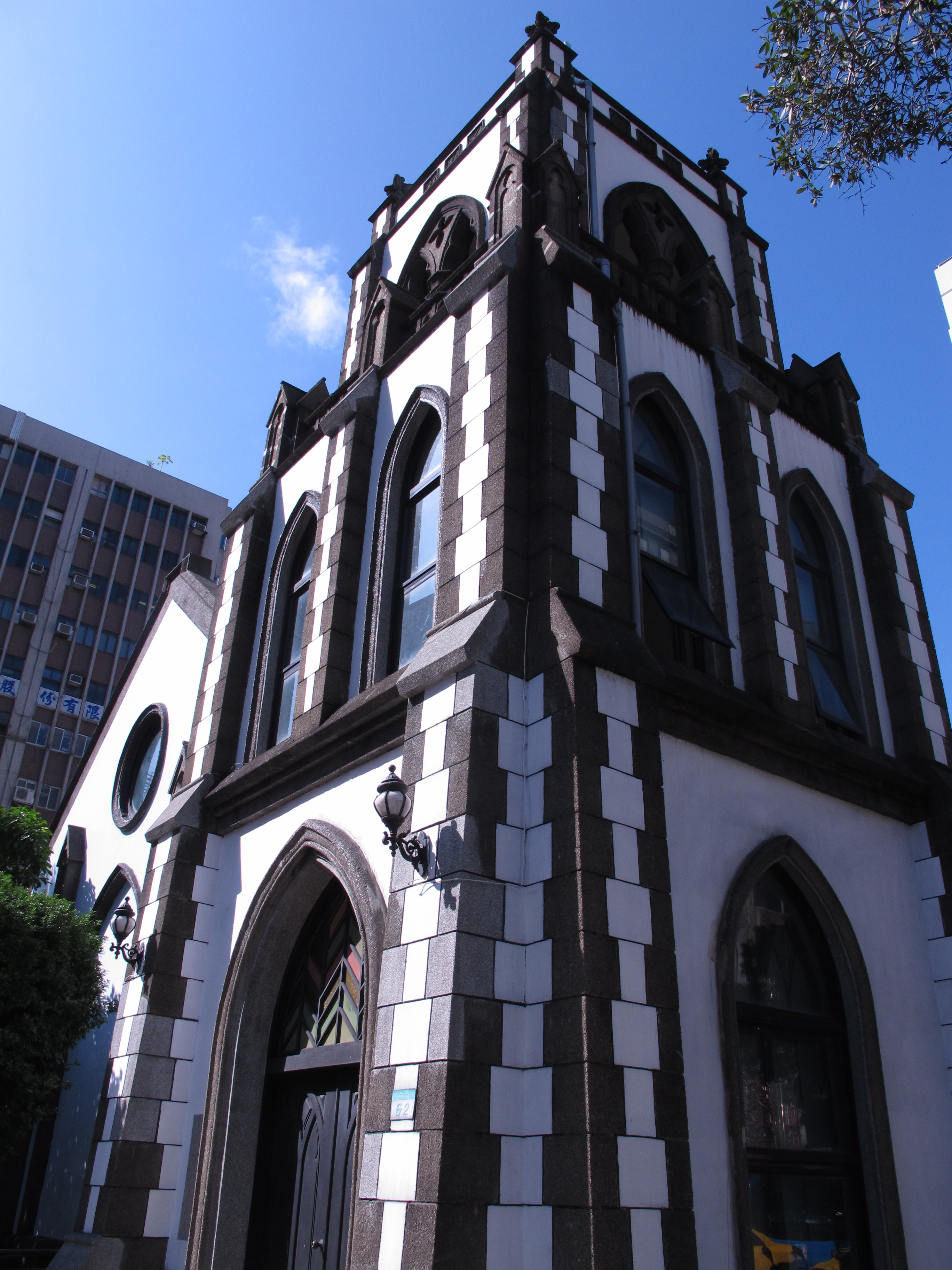
三層塔樓
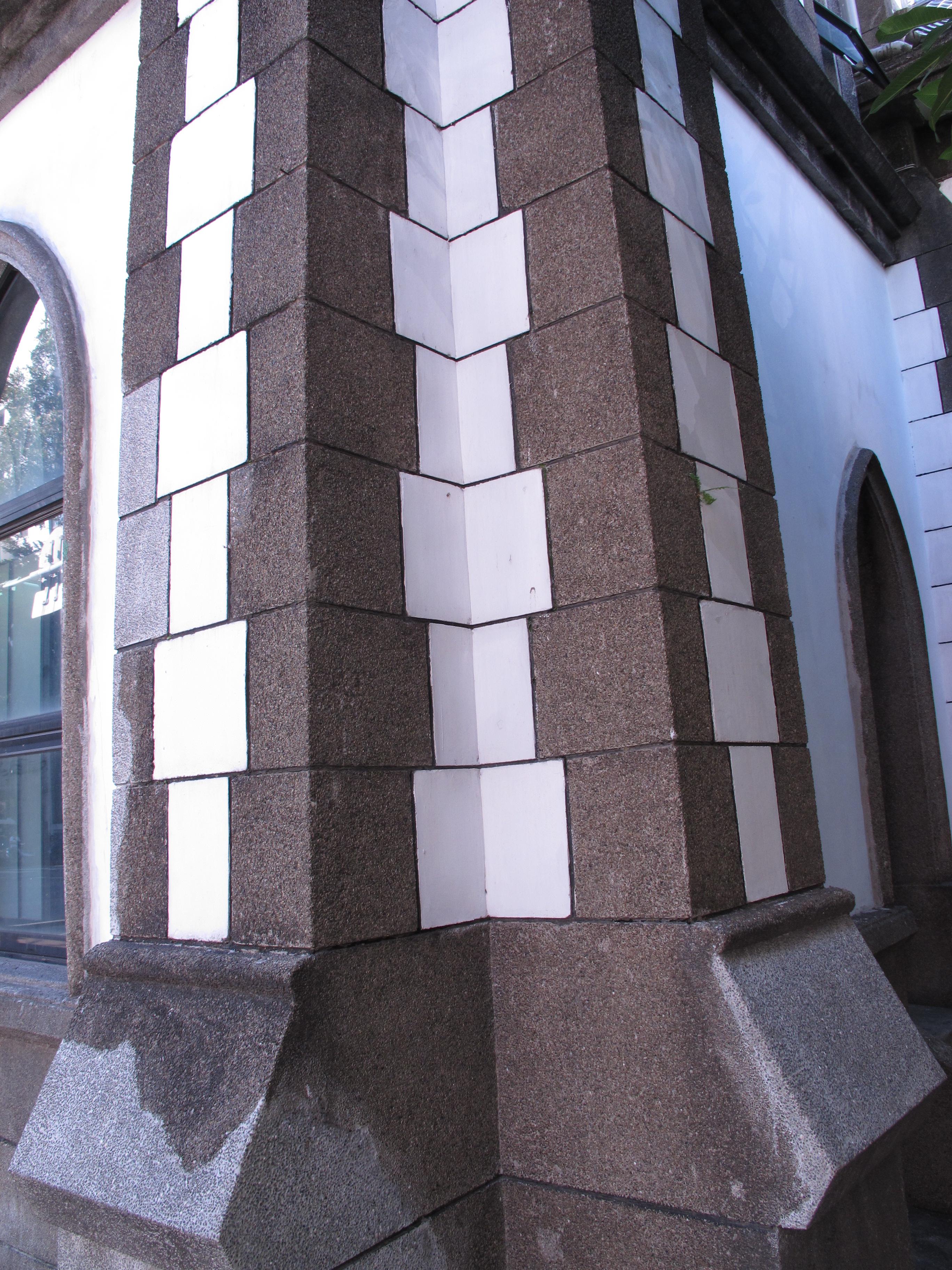
洗石子外牆

## 外部連結
- 台北市中山基督長老教會